# MBSヤングタウン土曜日
『MBSヤングタウン土曜日』（エムビーエスヤングタウンどようび）は、MBSラジオで放送されているラジオ番組。放送時間は毎週土曜日の22:00 - 23:30（JST）。
この項目では、明石家さんまらがパーソナリティを務める1992年以降の番組について説明する。総説についてはMBSヤングタウン#土曜日を参照。

## 概要
略称はヤンタンやヤン土など。ラテ欄には「さんまのヤンタン」と記載されており、明石家さんまの番組であることを強調している。関西地区でのローカル番組であるが、関西地区以外で遠距離受信しているリスナーも多い（電離層の影響）。
メインパーソナリティは明石家さんま。1976年の初出演以降、40年以上の長きに渡りMBSヤングタウンのパーソナリティを務めている。1992年10月より、それまで日曜日を担当していたさんまに加え、玉井健二と加藤紀子の3人体制でスタートとなった。その後、たびたびゲスト出演していた村上ショージが正式にレギュラー入りし、現在の体制が定着した。
加藤紀子を初めとして、女性レギュラーにはアップフロントプロモーション（旧：アップフロントエージェンシー）およびその系列事務所に所属するタレントが起用されている。1999年4月以降はハロー!プロジェクトに参加するアイドルが起用されるようになり、2000年10月以降のメンバーからは、モーニング娘。やカントリー娘。にちなんでヤン娘。（ヤンムス）と呼称されるようになる。なお起用されるタレントの選択には、アップフロント側の意向が大きく関わっており、さんまは関与できないことを番組中でたびたび語っている。ゲスト出演についてはレギュラー出演者を大事にするという番組の方針によりほとんど出なかった時期もあったが、2010年以降は元レギュラーメンバーやモーニング娘。OGなどが頻繁に出演するようになり、2013年4月から正式にゲスト枠が設けられ、現役ハロー!プロジェクトメンバーや同OGメンバーなどが毎週出演することになった。
関西ローカル番組だが収録は東京都内の赤坂Bizタワー28階にあるMBS東京支社のラジオスタジオで行われている（2008年1月までは、竹橋パレスサイドビルディング内にあった）。ごく稀にではあるが、生放送が行われることもある。
通例、毎週金曜日に収録され、さんまのスケジュールによっては収録曜日の変更、2本録り、総集編番組になることもある。年末年始の放送は1週分のみほかの特別番組が放送される。原則として上記の放送時間帯であるが、プロ野球シーズン中（4月 - 9月）は、『MBSベースボールパーク』が21時に終わらなかった場合に時間が繰り下げになり、21時台の番組に続いて放送される。なお2010年3月まで番組後半30分はさんま司会のTV番組『恋のから騒ぎ』（2010年4月より金曜23:30に移動し、2011年3月で終了）と放送時間が被っていたが、放送媒体が異なるため特に問題視されず、番組中で『から騒ぎ』の内容を基にトークすることもあった。年末特番の『さんま&SMAP!美女と野獣のクリスマススペシャル』や『明石家サンタの史上最大のクリスマスプレゼントショー』についても同様である。
前述のとおり、毎週金曜日収録のため、同じ日にモーニング娘。が『ミュージックステーション』に出演するときは収録途中で出演中のモーニング娘。メンバーが途中退席したことがあった。
さんまの誕生日である7月1日直前直後の放送は、誕生日スペシャルとして毎年放送。共演者や番組スタッフからプレゼントが贈られ、有名人からの特別メッセージが流される。
番組オープニングテーマは茶屋町にMBS社屋が移転したのを機に1990年代にリミックスされたバージョンが使用されていたが、2020年現在はほかの金曜日、日曜日と同様に千里丘放送センター時代の旧バージョンに切り替えられている（切り替え時期不明）。また、ヤンタンのオープニングはテーマ曲の尺をほぼ使ってトークが続くがこの番組ではテーマに乗せて出演者が自己紹介のみ行い、すぐジングルを流してCMに入る。
番組エンディングテーマにはかつての『ヤンタンスペシャルサンデー 明石家さんまのなんでもこい!』時代からイーグルスの「Take it Easy」が使用されている。ただし、クリスマス直前の放送のみ、さんま司会のTV番組『Merry X'mas Show』で製作された「Kissin' Christmas (クリスマスだからじゃない)」が使用される。

## 出演者
現在はレギュラーとゲストを合わせ5人で放送している。

### レギュラー出演者
- 明石家さんま（1992年10月 - ）
- 村上ショージ（1995年 - ）
- 横山玲奈（モーニング娘。'25、2017年12月16日 - ）[注 5][注 6]
- 櫻井梨央（モーニング娘。'25、2024年6月29日 - ）

### ゲスト出演者
上記レギュラー以外に、ハロー!プロジェクトメンバーやモーニング娘。OG、過去のレギュラー出演者が週替わりで出演する。

### 過去のレギュラー出演者
卒業後もゲストとして出演する場合あり。
- 玉井健二（1992年10月 - 2007年3月、体調不良およびプロデュース業専念のため番組を卒業）
- 加藤紀子（1992年10月 - 1997年2月）
- 吉村麻希（当時アップフロントに所属していた歌手。1997年3月 - 1999年3月、番組レギュラー中にマキ凛子に改名）
- 太陽とシスコムーン（信田美帆・稲葉貴子・RuRu・小湊美和、1999年4月 - 2000年9月、番組レギュラー中に「T&Cボンバー」に改名）
- 安倍なつみ（モーニング娘。、2000年10月 - 2002年3月、2004年7月 - 11月、2002年の番組卒業から2年後にレギュラーに復帰したが後述の盗作騒動に伴い降板）
- りんね（カントリー娘。、2000年10月 - 2002年10月、カントリー娘。脱退に伴い降板）
- 松浦亜弥（2002年4月 - 2003年3月）
- あさみ（カントリー娘。、2002年4月 - 2004年3月）
- 里田まい（カントリー娘。、2002年4月 - 2004年3月）
- 後藤真希（2003年4月 - 2006年3月）
- 石川梨華（モーニング娘。、2003年4月 - 2004年3月、週替わり出演）
- 加護亜依（モーニング娘。、2003年4月 - 2004年3月、週替わり出演）
- 柴田あゆみ（メロン記念日、2004年4月 - 2006年3月）
- 中澤裕子（2002年4月 - 2004年3月、2009年10月 - 2013年3月*週替わりレギュラー）
- 保田圭（2000年10月 - 2002年3月、2009年10月 - 2013年3月*週替わりレギュラー、モーニング娘。時代も含む）
- 吉澤ひとみ（2009年10月 - 2013年3月*週替わりレギュラー）
- 藤本美貴（2004年4月 - 2007年6月、2009年10月 - 2013年3月*週替わりレギュラー、モーニング娘。時代も含む）
- 高橋愛（2003年4月 - 2006年3月、2006年4月 - 2011年9月、2011年10月 - 2013年3月*準レギュラー・週替わりレギュラー、モーニング娘。時代も含む）
- 光井愛佳（2012年4月 - 2013年3月、モーニング娘。時代も含む）
- 道重さゆみ（モーニング娘。、2007年6月 - 2014年11月）
- 鞘師里保（モーニング娘。、2014年11月29日 - 2015年12月26日）
- 工藤遥（モーニング娘。、2016年1月9日 - 2017年12月9日）
- 飯窪春菜（2013年4月6日 - 2024年6月22日、モーニング娘。時代も含む）[注 5]

### 女性レギュラーの出演形態
- 1992年10月 - 1997年2月
加藤紀子
- 1997年3月 - 1999年3月
吉村麻希（マキ凛子）
- 1999年4月 - 2000年9月
太陽とシスコムーン（T&Cボンバー）
- 2000年10月 - 2002年3月
安倍なつみ・保田圭・りんね
- 2002年4月 - 2003年3月
松浦亜弥・中澤裕子・準レギュラー（カントリー娘。から数名が不定期に出演）
※ りんねは2002年10月まで
- 2003年4月 - 2004年4月
中澤裕子・あさみ・里田まい・月1レギュラー（高橋愛・後藤真希・石川梨華・加護亜依の中から1人）
- 2004年4月 - 6月
準レギュラー（高橋愛・藤本美貴・後藤真希・柴田あゆみ・稲葉貴子の中から1、2人）
- 2004年7月 - 11月
安倍なつみ・準レギュラー（高橋愛・藤本美貴・後藤真希・柴田あゆみの中から1、2人）
- 2004年12月 - 2006年3月
準レギュラー（高橋愛・藤本美貴・後藤真希・柴田あゆみの中から2人）
※ 2005年2月以降は高橋・藤本が実質的なレギュラー
- 2006年4月 - 2007年6月
高橋愛・藤本美貴
- 2007年6月 - 2009年9月
高橋愛・道重さゆみ
- 2009年10月 - 2011年9月
高橋愛・道重さゆみ・週替わりレギュラー（中澤裕子・保田圭・吉澤ひとみ・藤本美貴の中から1人）
- 2011年10月 - 2012年3月
道重さゆみ・週替わりレギュラー（中澤裕子・保田圭・吉澤ひとみ・藤本美貴・高橋愛の中から1、2人）
- 2012年4月 - 2013年3月
道重さゆみ・光井愛佳・週替わりレギュラー（中澤裕子・保田圭・吉澤ひとみ・藤本美貴・高橋愛の中から1人）
- 2013年4月 - 2014年11月
道重さゆみ・飯窪春菜・週替わりゲスト[注 7]
- 2014年11月 - 2015年12月
飯窪春菜・鞘師里保・週替わりゲスト[注 7]
- 2016年1月 - 2017年12月
飯窪春菜・工藤遥・週替わりゲスト[注 7]
- 2017年12月 - 2020年4月
飯窪春菜・横山玲奈・週替わりゲスト[注 7]
- 2020年4月 - 2023年5月6日
飯窪春菜もしくは横山玲奈[注 5]・週替わりゲスト[注 7]
- 2023年5月13日 - 2024年6月22日
飯窪春菜・横山玲奈・週替わりゲスト[注 7]
- 2024年6月29日 - 
横山玲奈・櫻井梨央・週替わりゲスト[注 7]

## 番組内容

### 現行コーナー
オープニングトーク
主にさんまが近況を基にしたフリートークを15分から20分ほど行う。きりのいい頃合で番組タイトルをコールし、テーマ曲に乗せて出演者全員が順番に名乗り終わるとすぐジングルが流れてCMに入り、テーマ曲はフルサイズ流されない。
前略のコーナー
リスナーからの投稿を端緒に、さんま他出演者がフリートークをする、所謂ふつおたのコーナー。「ぜん・りゃくのコーナー!」とタイトルコールされる。
出演者の近況や様々な裏話を聴くことができる。時折どのメディアも取り扱っていない最新の芸能情報・ネタが飛び出すこともある。
このコーナーへの投稿は必ず「前略、ヤン土の皆さんこんばんは!」で始める決まりごとがある。なお現在はオープニングトークと前略のコーナーで番組の7割程度を占めている。
ヤン娘。ホメてま川柳ホメ短歌のコーナー
リスナーがヤン娘。のエピソードを川柳や短歌にして送るコーナー。ただし、必ずしも褒める内容ばかりとは限らない。
このコーナーとCMの間にモーニング娘。やゲスト出演者の曲がオンエアされる。
期間：2011年10月15日 -
ヤンタンシール争奪 あなたの心のポイント採点
リスナーが1週間の何気ない行動を報告し、さんまが採点するコーナー。高得点の上位5名にヤン土オリジナル特製シールがプレゼントされる。2023年9月まではヤンタン特製マスクがプレゼントされており、タイトルも「ヤンタンマスク争奪…」だった。
内容の殆どはリスナーの行動ではなく、有名人のエピソードを見聞きしたリスナーの感想を紹介するコーナーになっている。
期間：2020年11月14日 -
ヤン娘。の最後にこれだけ言わせてのコーナー
番組の最後にヤン娘。がどうしてもさんまに聞いてほしいことを一人ずつ30秒で発表、さんまがトークを判定する。
期間：2023年12月9日 -
エンディング
さんまがゲストに番組の感想や近況など聞いて締め括る。エンディングの前に女性レギュラーが番組メールアドレスと次回ゲストを告知する。

### 過去のコーナー
ヤン娘。はいやせません!のコーナー
リスナーから心を癒されるフレーズを募集し、女性出演者がセクシーな口調で発するコーナー…と題されているが、実態はパックンチョのコーナーとさほど変わらず、事実上の後継コーナーである。
さんまが可・不可の評価をするが、判定は非常に辛くほぼ毎回さんまの厳しい指導が入る。コーナー開始当初は多忙なさんまを癒すためのハートウォッシュコーナーだったが、さんまからの受けが悪く、3か月ほどで癒す対象がリスナーに変更された。それ以降も不出来からさんまの鶴の一声でコーナータイトルが変更されていた。
2020年頃から厳格化している放送のハラスメントやコンプライアンス等を考慮した結果、時代にそぐわない内容という理由で終了となった。
コーナー名はさんまの意見により度々変更されており、詳細は以下の通りである。
「さんまさんをいやしたい!」→「リスナーをいやしたい!」→「リスナーをいやせるかな?」→「リスナーをいやせそう?」→「リスナーをいやせません!」→「高橋愛はいやせません!」→「高橋愛は絶対いやせません!」→「ヤン娘。はいやせません!」
期間：2004年4月 - 2023年12月2日
名言珍言ゆうとっtterのコーナー
リスナーが出演者をはじめとする有名人が公の場で発した名言・珍言をTwitter形式で報告するコーナー。
期間：2012年6月9日 - 2020年11月7日
ヤンタンマスク抽選会
ヤン土オリジナル特製マスクを5名のリスナーにプレゼントする抽選会。抽選箱を使用して当選したリスナー名を読み上げる。
期間：2020年9月26日 - 11月7日
この中で言うたら君がナンバーワン!ヤン土モノマネ塾のコーナー
ヤン娘。が芸能界という戦場で、より一層たくましく生きてゆくために、モノマネという武器を手に入れようというコーナー。リスナーから送られるモノマネしてほしい有名人のセリフにヤン娘。が挑戦し、さんまに誰が一番上手だったかを選んでもらう内容。
期間：2011年11月12日 - 2012年5月12日
フェイスビッグのコーナー
リスナーから寄せられたお悩みに、ちょっぴりお顔が大きな道重さゆみが大きな顔をせず、謙虚に答えて、リスナーとの交流を、思いっきり深めようというコーナー。
期間：2011年11月5日 - 2012年5月19日
高橋愛はカミません!のコーナー / 高橋愛はカミます!のコーナー
高橋愛がモーニング娘。のリーダーとして、ライブステージのMCやメディア出演で噛むことがないように滑舌を良くするコーナー。内容は女性出演者が早口言葉に挑戦するもの。
早口言葉の出題ナレーションはMBSアナウンサーの河田直也（コーナー開始当初）と斎藤裕美（2010年10月9日以降）が担当していた。2011年6月18日放送分よりコーナー名が「高橋愛はカミます!」に変更され、高橋愛が出演しない日は「ヤン娘。はカミません!」で放送された。
期間：2010年6月5日 - 2011年10月29日
あいさつでヤン娘。はつかめます!
ヤン娘。がファンの心を鷲掴みにする「つかみ」の挨拶をリスナーから募集して、素敵な挨拶があれば採用して実際にコンサートやテレビで使用するコーナー
期間：2011年4月9日 - 10月8日
村上ブログのコーナー
ショージが普段思っていることや、その日の出来事などをリスナーが想像し、日記形式にして送ってもらうコーナー。
投稿内容は女性出演者が代読する。
期間：2007年1月20日 - 2011年5月7日
それは保田さんのコーナー（保田圭登場回のみ）
ヤン土で注目のキャラクター、保田圭にスポットを当てるコーナー。
期間：2009年11月14日 - 2010年6月26日
道重親方のコーナー
道重さゆみの家族のように、家族のアンポンタンな行動や言動をリスナーからを募集するコーナー。
それぞれの投稿には道重が6段階（真髄、横綱、大関、関脇、小結、幕下）でアホ番付をつける。コーナー名の「親方」は番組中での道重のあだ名。朝青龍についての不祥事で高砂親方が頻繁にメディアに登場していた時期に、夏休みを終えた道重の顔がむくんでいたことから命名された。最上位の「真髄」は2008年3月8日に追加。
期間：2007年9月8日 - 2010年5月29日
ヤンタンの心得・スタジオは戦場や!のコーナー
番組新レギュラーの道重さゆみが知っておくべきヤンタンの心得をリスナーから募集し発表するコーナー。
期間：2007年6月 - 8月25日
愛の一人でできるもんのコーナー / 愛のショージさんとならできるもんっ!のコーナー
高橋愛がリスナーからの質問に答えるコーナー。
「愛のショージさんとならできるもんっ!」では、高橋が回答に困った時にはショージが助け舟を出す。
2007年5月19日放送分から改題された。
期間：2007年4月21日 - 6月2日
カラオケBOX「さんちゃま」
玉井健二や女性出演者が、「番組内外で起こった出演者に関する出来事」をネタにした替え歌を唄うコーナー。
替え歌の歌詞および選曲はリスナーの投稿による。替え歌以外にヤン娘。メンバーの新曲がオンエアされる場合もある。替え歌を主に担当していた玉井の番組卒業に伴い終了。
期間： - 2007年3月
ヤン土ボケ講座 featuring ショージ
以前あった「ヤン土ボケ講座」 の新バージョンで、いわゆる「あいうえお作文」のコーナー。
リスナーが5文字のお題と最初の2文字の文章を投稿、後の3文字を女性出演者とショージが挑戦する。女性出演者は大御所芸人・明石家さんまの厳しいお笑い指南を受ける。
期間：2005年5月28日 - 2006年12月2日
村上ファン度のコーナー
期間：2005年4月23日 - 5月6日
スイーツクッキング
後藤真希・柴田あゆみ出演時の不定期コーナー。
両名が番組収録前に作ったお菓子などを男性出演者が試食する。料理が得意な後藤と苦手な柴田というキャラが確立した。
期間：2004年4月 - 2006年3月
愛のバキューン!
恋愛経験の少ない高橋愛がリスナーからの恋愛相談に答えるコーナー。
以前、安倍なつみのコーナーだった「愛してバキューン!」の高橋愛バージョン。
期間：2004年12月18日、2005年3月19日
ヤン土作詞選手権
女性出演者が作詞してきた歌詞を発表し、優勝者に玉井健二が曲をつけるというコーナー。
後述の安倍なつみ盗作騒動以降は行われていない。（不定期コーナー）
期間：2000年11月 - 2004年11月
愛してバキューン!のコーナー
リスナーから送られてきた恋愛エピソードに安倍なつみのハートがどれだけ撃たれたか5段階（1バキューン! - 5バキューン!）で判定するコーナー。
期間：2004年11月
お裁きのコーナー
リスナーからのお便りに対し、安倍なつみが白か黒かでお裁きする。
期間：2004年7月 - 2004年10月
最後の侍 一刀両断のコーナー
リスナーから送られてきた軟弱な男の言動に対し、最後の侍である明石家さんまがアリかナシかを判定する。
期間：2004年頃
なんまら最高にするべぇ〜 / ひって最高にするべぇ〜 / 超最高にするじゃん
あさみと里田まいがフリートークに挑戦するコーナー。
カントリー娘。の出演するラジオ番組「カントリー娘。のなんまらサイコーだべ。」のフリートークがリスナーから酷いと指摘されたため、2人のトーク力を鍛えるという理由で始まった。後に女性レギュラー変更に伴いコーナー名も変更された。
期間：2003年 - 2004年6月
パックンチョ / ボンバーボンバー / 先生、パックン、ドッキリ、モッコリ、バイブって便利よね。 / NEOパックンチョ / パックンチョ2002 / パックンチョ2003 / パックンチョ2004
なんでもない言葉を、女性出演者がセクシーにしゃべって、明石家さんまが優勝者を決める。元々の「パックンチョ」は吉村麻希がゲスト出演時に前略のコーナーで色っぽく言ったことから始まった。
期間：1994年 - 2004年2月
ヤン土ボケ講座
女性出演者がお笑いのボケに挑戦するコーナー。
期間： - 2003年
目指せDJ!のコーナー
ヤン娘。がラジオDJに挑戦する。
期間： - 2002年3月
つかみのコーナー
ヤン娘。のコンサート用のつかみトークを募集するコーナー。
期間：2001年
ポツリのコーナー
期間： - 2001年1月

## 特別番組
おかえり!つんく♂ MBSヤングタウンスペシャル
年始編成で当番組を休止する代わりに、2014年1月4日に放送した事前収録の特別番組。モーニング娘。などのプロデュースを手掛けるつんく♂と、FUJIWARA（藤本敏史・原西孝幸）が出演した。ちなみに、つんく♂は「つんく」名義で、1993年4月から1996年3月まで（当時平日にも放送されていた）『MBSヤングタウン』（1994年1月から1995年9月までは『ヤンタン あそびのWA!!』）の木曜日に出演。『ヤンタン あそびのWA!!』以降は、FUJIWARAと共にパーソナリティを務めていた。
つんく♂は収録時点で手術を検討するほど喉を痛めていたが、放送には嗄れた声のまま出演。放送終了後の2014年2月に声帯の手術で初期の喉頭癌が見つかったため、2014年10月に声帯を摘出する手術を受けた。そのため、声帯摘出後のつんく♂を特集する番組で、この特別番組の音源の一部が用いられることがある。
モーニング娘。'16のMBSヤングタウン
年始編成で当番組を休止する代わりに、2016年1月3日に放送したモーニング娘。'16のメンバーによる特別番組。当番組のレギュラーである飯窪春菜および新レギュラーになった工藤遥と、佐藤優樹、尾形春水、牧野真莉愛が出演した。
モーニング娘。'17のMBSヤングタウンinナガシマスパーランド
ナガシマスパーランドで公開収録して2017年3月19日に放送したモーニング娘。'17のメンバーとOGによる特別番組。週替わりヤン娘。の保田圭と吉澤ひとみが司会で、腰椎椎間板ヘルニアのためステージ活動休止中だった佐藤優樹を除くモーニング娘。'17全員が出演した。明石家さんまと村上ショージはコメント出演した。
20周年モーニング娘。のMBSヤングタウン
年末編成で当番組を休止する代わりに、2017年12月30日に放送したモーニング娘。OGによる特別番組。「20周年のモーニング娘。が50周年のヤングタウンに女4人で挑戦」と銘打って、矢口真里、吉澤ひとみ、道重さゆみ、田中れいなが出演した。
モーニング娘。'20のMBSヤングタウン
明石家さんまが舞台『七転抜刀!戸塚宿』の公演中で不在のため当番組を休止する代わりに、2020年1月25日に放送したモーニング娘。'20のメンバーによる特別番組。当番組のレギュラーである横山玲奈がさんまの席に座って仕切りとカフを担当し、譜久村聖、小田さくら、羽賀朱音が出演した。
ハロー!プロジェクトOGのMBSヤングタウン
明石家さんまが舞台『七転抜刀!戸塚宿』の公演中で不在のため当番組を休止する代わりに、2020年2月1日に放送したハロー!プロジェクトOGによる特別番組。当番組のレギュラーである元モーニング娘。の飯窪春菜がさんまの席に座って仕切りとカフを担当し、元レギュラーで元モーニング娘。の工藤遥、元℃-uteの中島早貴、元Juice=Juiceの宮崎由加が出演した。
飯窪春菜と横山玲奈2人っきりのMBSヤングタウン
年始編成で当番組を休止する代わりに、2021年1月2日に放送したアシスタント2人による特別番組。「鬼の居ぬ間にアシスタントがメインを張るスペシャルバージョン」と銘打って、当番組のレギュラーである飯窪春菜と横山玲奈が出演した。コロナ禍の中、アシスタントは週替わりで1人ずつ交互に出演していたので、2020年7月4日以来半年ぶりの共演となった。
飯窪春菜と工藤遥 同期2人のMBSヤングタウン
年始編成で当番組を休止する代わりに、2022年1月1日に放送したモーニング娘。10期メンバー2人による特別番組。「ヤン土で8年以上アシスタントを務める飯窪と、新しくヤン月のパーソナリティを務めている工藤が送る特別編」と銘打って、当番組のレギュラーである飯窪春菜と元レギュラーでヤングタウン月曜日のレギュラーである工藤遥が出演した。
モーニング娘。25周年スペシャル 高橋愛、飯窪春菜、工藤遥のMBSヤングタウン
年末編成で当番組を休止する代わりに、2022年12月31日に放送したモーニング娘。OGによる特別番組。「プラチナ期〜現在まで活躍したOG3人が25年の歴史を振り返ります!」と銘打って、当番組のレギュラーである飯窪春菜、元レギュラーである高橋愛、同じく元レギュラーでヤングタウン月曜日のレギュラーである工藤遥が出演した。
飯窪春菜とモーニング娘。10期のMBSヤングタウン
年末編成で当番組を休止する代わりに、2023年12月30日に放送したモーニング娘。10期メンバーによる特別番組。「明石家さんま、村上ショージがいない年末に、飯窪春菜がメインを張り、モーニング娘。時代の同期を招いておくる特別版」と銘打って、当番組のレギュラーである飯窪春菜と、その同期である石田亜佑美、佐藤優樹が出演した。
横山玲奈とモーニング娘。'24のMBSヤングタウン
年始編成で当番組を休止する代わりに、2024年1月6日に放送したモーニング娘。'24メンバーによる特別番組。「明石家さんま対策を練る特番」と銘打って、当番組のレギュラーである横山玲奈と、櫻井梨央、井上春華、弓桁朱琴が出演した。
2025年 年始め 歴代ヤン娘。集合スペシャル
年始編成で当番組を休止する代わりに、2025年1月4日に放送した歴代ヤン娘。による特別番組。「2024年6月から新しくアシスタント（ヤン娘。）に加入した櫻井梨央にヤン土での処世術を指南するスピンオフ回」と銘打って、当番組のレギュラーである横山玲奈、櫻井梨央と、元レギュラーである石川梨華、飯窪春菜が出演した。

## 備考
さんまが今もヤンタンを続ける理由
明石家さんまは若手時代に、番組を無断で休むなどといった不祥事を起こしたことがある。本来ならば芸能活動上それなりのペナルティを受けるはずだったが、毎日放送はさんまを引き続き起用した。
MBSヤングタウンは一時、番組消滅の危機を迎えた。しかし、さんまは「ヤンタンの灯を消してはいけない」と現・日曜日担当の笑福亭鶴瓶と共に、放送枠が土日のみになった期間も番組のパーソナリティーを務めていた。2020年8月の毎日放送（MBSラジオ）のタイムテーブルのスペシャルインタビューにおいても、この番組は絶対的な存在でトークの源泉になる「ふるさと」だと語っている。
「さんま詣で」
同番組の収録現場は明石家さんまが定期的に必ず現れる場所とあって、各メディア関係者がさんまとの面会を求めて集まってくる。彼らの用件の多くはスペシャル番組や新番組の打ち合わせ、CMのオファーなどであり、特に春と秋の番組改編期前には現場が多くの業界人でごった返す。
番組リスナーについて
2020年8月の毎日放送（MBSラジオ）のタイムテーブルのスペシャルインタビューにおいて、聴きたい人に聴いてほしいと語っている。また、著名人では漫画家の尾田栄一郎、歌手のMISIA、お笑い芸人の太田光（爆笑問題）がリスナーである。

### 不祥事
安倍なつみ盗作騒動
2004年11月、同番組レギュラーであった安倍なつみが番組のコーナー「ヤン土作詞選手権」において発表した自作の詩の数編が盗作であったことが発覚。安倍本人は同年11月27日放送分の番組出演を風邪を理由に辞退、そのまま降板となった。ことの起こりは、その前週の11月20日放送の同コーナーで安倍が発表した詩が、シンガーソングライター・榊いずみの「サルの歌」の詩に酷似していることに、放送を聴いていた1人のリスナーが気付いたことによる。当時安倍は公式プロフィールに「趣味：詞を書く事」と記載し、自らの写真集・エッセイ集にも過去何年にも渡って「自作の詩」を発表し続けていたため、この疑惑は瞬く間に広まり、最終的には各報道メディアがこぞって取り上げる騒動となった。毎日放送側は、同年12月11日放送分の番組内でリスナーおよび関係者に対する謝罪のコメントを放送している。安倍は番組にはその後一切出演していない。
担当プロデューサー逮捕
2025年4月21日、同番組のプロデューサーが知人女性宅への住居侵入容疑で大阪府警に逮捕された。マスコミの報道では犯行日が同月14日で、18日には普通に番組収録に参加しており、さんまは「普通に過ごしてたやんか、収録日。でも普通がものすごい怖いやん。罪（状）を言うのも腹立つけど」と打ち明けた。